# Позорти (Ілавський повіт)
Позорти (пол. Pozorty) — село в Польщі, у гміні Залево Ілавського повіту Вармінсько-Мазурського воєводства.
Населення — 55 осіб (2011).
У 1975-1998 роках село належало до Ольштинського воєводства.

## Демографія
Демографічна структура станом на 31 березня 2011 року:
|          | Загалом | Допрацездатний вік | Працездатний вік | Постпрацездатний вік |
| -------- | ------- | ------------------ | ---------------- | -------------------- |
| Чоловіки | 32      | 9                  | 22               | 1                    |
| Жінки    | 23      | 6                  | 13               | 4                    |
| Разом    | 55      | 15                 | 35               | 5                    |